# Wolfgang Buder
Wolfgang Buder (* 27. Januar 1954 in Pechern) ist ein deutscher Politiker (DVU). Er war von 1998 bis 2002 Mitglied im Landtag von Sachsen-Anhalt.

## Ausbildung und Leben
Wolfgang Buder besuchte 1960 bis 1968 die Oberschule Thomas Müntzer. Am 1. April 1975 wurde er Injektionsfacharbeiter und am 28. Mai 1981 Baumaschinist bei der Firma Schachtbau Nordhausen, seit dem 14. Juni 1985 war er Schichtleiter. Weitere berufliche Stationen waren ab dem 4. Juni 1988 eine Tätigkeit als Spezialschachtbauarbeiter beim Bergbauaufbereitungskombinat (BAK-Kriwoi Rog) und ab dem 14. Juni 1985 als Baufacharbeiter bzw. ab dem 1. Februar 1993 als gehobener Baufacharbeiter bei der Firma Spezialbau und Sanierung GmbH (SPESA).
Wolfgang Buder ist verheiratet und hat ein Kind.

## Politik
Wolfgang Buder wurde bei der Landtagswahl in Sachsen-Anhalt 1998 über die Landesliste der DVU in den Landtag gewählt. Im Landtag war er Mitglied im Ausschuss für Raumordnung und Umwelt und im Unterausschuss zur Lösung der Abwasserproblematik.
Im Dezember 1999 schied er im Streit aus der DVU-Fraktion aus und war fraktionsloser Abgeordneter. Seit Februar 2000 war er Gast der DVU-Fraktion, die sich am 15. Februar 2000 in Fraktion der Freiheitlichen Deutschen Volkspartei – FDVP umbenannte. Ab 13. März 2000 war Wolfgang Buder ordentliches Mitglied der FDVP-Fraktion. Die Konflikte in der Fraktion wurden jedoch weiter ausgetragen. Am 27. Juli 2000 trat er erneut aus der Fraktion aus und wurde ab 28. Juli 2000 als Gast der Fraktion DVU-FL (FL steht für „freiheitliche Liste“) geführt, in der er seit 1. Dezember 2000 ordentliches Mitglied war. Im März 2001 benannte sich die Fraktion erneut um und firmierte nun unter Fraktion Deutsche Volksunion. Zu der Spaltung der Fraktion siehe DVU Sachsen-Anhalt.